# マズルカ
マズルカ（ポーランド語: mazurek, クラシックの曲名としては mazurka が古くより一般的に使われている）は、4分の3拍子を基本とする特徴的なリズムを持つ、ポロネーズと並んで有名なポーランドの民族舞踊、舞曲およびその形式。

## 概要

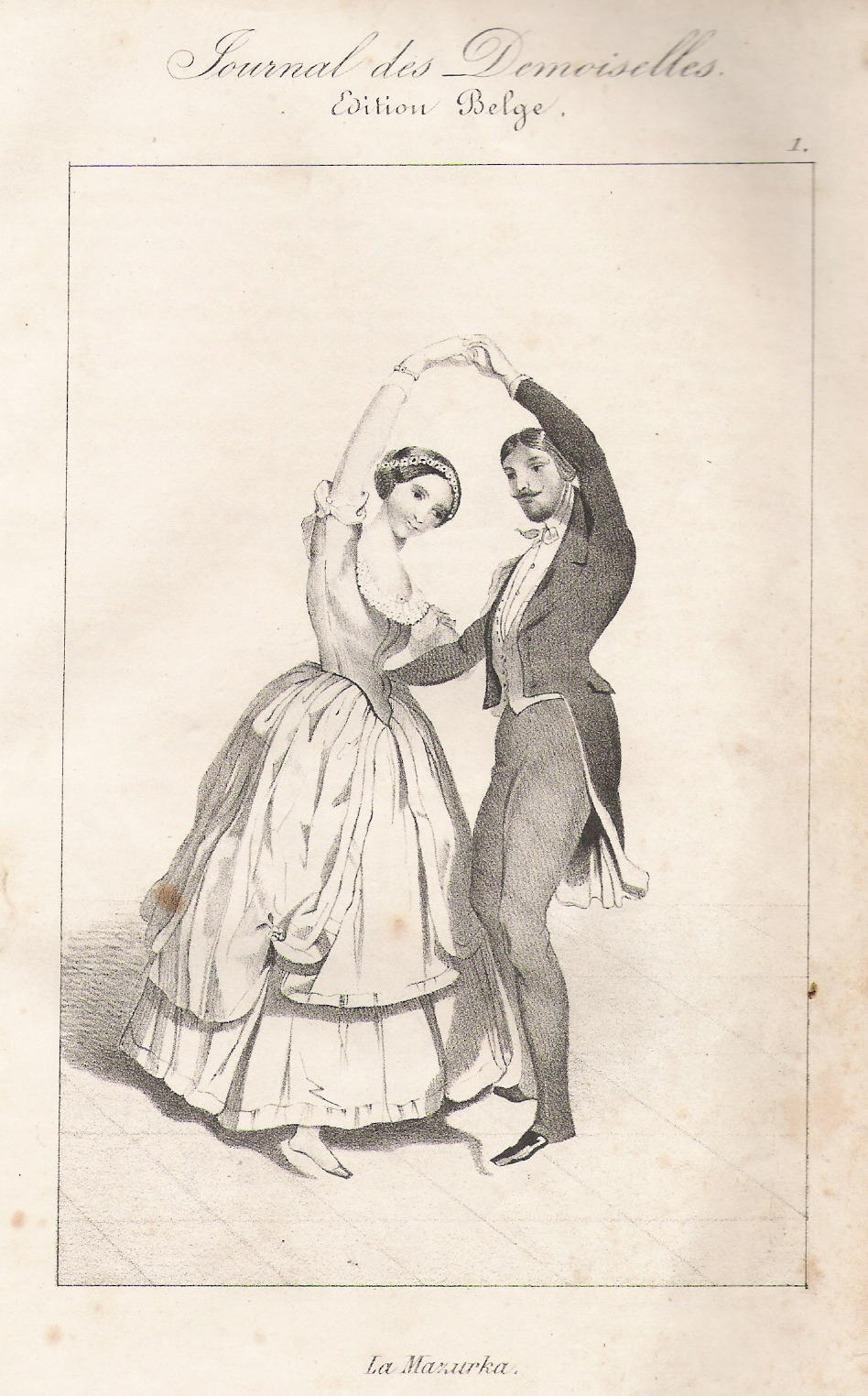
マズルカ; 1845

16世紀に国内のポーランド貴族（シュラフタ）の間で流行し、17世紀には近隣のヨーロッパ諸国に、19世紀にはイギリスやアメリカにも普及していった。元々はポーランド民謡の歌がつき、バグパイプの伴奏のうえで踊ったりもした。ポーランドのロマン派の作曲家であるショパンは諸地方の舞曲の要素を統合し、マズルカを芸術作品として昇華させた。19世紀にはマズルカのリズムを持ったポルカ「ポルカ・マズルカ」も誕生した。また、現在のポーランド国歌は『ドンブロフスキのマズルカ』で、勇壮なマズルである。
マズルカには幾つかの種類があるが、いずれも3拍子で第2拍もしくは第3拍にアクセントが置かれる。最も基本的な踊りである「マズル（Mazur）」は、速い踊りで多種多様なリズムが用いられる。「クヤヴィヤック（Kujawiak）」は抒情的でゆっくりとしたテンポの踊りで、「オベレク（Oberek）」は非常に急速な踊りで、アクセントやリズムもより豊かになっている。このように地方により多様な名称のものがあり、これらは伝統的には別種の舞曲として認識されるが、ショパンはそれらを曲の中で並置させて1曲のマズルカとしてまとめている。同じ3拍子の舞曲としてワルツがあるが、これとは違い、振付はより野性的で即興的要素も強い。

## 名称
マズルカのポーランド語での名称は「マズレク」（mazurek）であり、この名称は現在のポーランド中央部（マゾフシェ県）の歴史的地名及び住民名に由来している。古いマズレクは14世紀に流行した記録が残っており、この時代にはまだワルシャワは建設されておらず漁を営む者ばかりいる寒村だったとされる。
曲調はテンポの遅いクヤビアク（kujawiak)、中庸の早さのマズレク、テンポの速いオベレク（oberek）があり、これらまとめてマズレクと呼ぶことが多い。ショパン以降マズルカの名称が広く知られるようになったがフランスやドイツで19世紀前半から20世紀にかけて流行したマズルカは「ポルカ・マズルカ」と呼ばれ、これはポーランドの伝統的な民俗舞曲マズレクとは音楽的に異なったものであり区別されている。

## 主なマズルカの作曲家

### ポーランド
- ユゼフ・クサヴェルィ・エルスネル - ショパンの師匠として有名。
- カロル・クルピンスキ
- マリア・シマノフスカ
- スタニスワフ・モニューシュコ -  オペラ「ハルカ」、「幽霊屋敷」
- フレデリック・ショパン - 50曲以上。マズルカ (ショパン) を参照
- ヘンリク・ヴィエニャフスキ
- ユリウシュ・ザレンプスキ
- カロル・シマノフスキ
- アレクサンデル・ザジツキ
- アレクサンデル・タンスマン - タンスマンのピアノ作品一覧を参照

### ポーランド以外
ロシア、フランスなどの作曲家がマズルカを書いた。その多くはショパンの影響を受けたピアノ曲である。
- フランツ・リスト
- アントニン・ドヴォルザーク - ピアノ曲『6つのマズルカ』
- ミリイ・バラキレフ - ピアノ用に7曲のマズルカを書く。バラキレフはショパンの影響を強く受けていた。
- アレクサンドル・ボロディン - 『小組曲』のうち2曲がマズルカ
- アレクサンドル・スクリャービン - 習作含めて多数のマズルカを書いたことで知られる
- クロード・ドビュッシー
- モーリス・ラヴェル - 初期のピアノ曲集『パレード』所収
- マヌエル・ポンセ - 現存20曲、失われたものもあるとされる
- アラム・ハチャトゥリアン - 『仮面舞踏会』のマズルカが有名

マズルカはバレエにしばしば組み込まれた。なかでもドリーブ『コッペリア』（舞台はポーランド）第1幕のマズルカは有名である。またチャイコフスキーも『白鳥の湖』や『眠れる森の美女』にマズルカを組み込んでいる。
他にも全日本吹奏楽コンクールにて、2013年課題曲Iとして三澤慶作曲の「勇者のマズルカ」という曲が作られている。この曲はテンポがはじめ160とかなり速めで、中間部が88でゆったり、そして再び160、終盤で168と急緩急の構成で作られている。